# Junko Noda
 (juin 2025).
Si vous disposez d'ouvrages ou d'articles de référence ou si vous connaissez des sites web de qualité traitant du thème abordé ici, merci de compléter l'article en donnant les références utiles à sa vérifiabilité et en les liant à la section « Notes et références ».
Junko Noda (野田 順子, Noda Junko), née le 29 juin 1971 à Naniwa-ku (Japon), est une seiyū.

## Rôles notables
- Nanaho Kinjo dans Best Student Council
- Tatsuki Arisawa, Shuno dans Bleach
- Mizuki Takano dans Boys Be...
- Eisuke Hondō dans Detective Conan
- Milly dans Daphne in the Brilliant Blue
- Veemon dans Digimon Adventure 02
- Barman dans Eureka Seven: AO
- Shiro Emiya (jeune) dans Fate/stay night
- Shiro Emiya (jeune) dans Fate/stay night: Unlimited Blade Works
- Shiro Emiya (jeune) dans Fate/Zero
- Julie Guile dans Gosick
- Miyabi Aizawa dans Great Teacher Onizuka
- Joshua Lundgren dans Gun X Sword
- Reki dans Haibane Renmei
- Maho Isawa dans Elle et lui
- Harriham Harry dans HUGtto! PreCure
- Bunza Suekichi dans Inuyasha
- Dio Eraclea dans Last Exile
- Dio Eraclea dans Last Exile: Fam, The Silver Wing
- Beau dans Kirby: Right Back at Ya!
- Mitsune Konno dans Love Hina
- Kaori Iba dans Maburaho
- Abenobashi Magical Shopping Street
- IceMan Maddy dans Mega Man NT Warrior
- IceMan Maddy dans Mega Man NT Warrior: Axess
- Molly / Eva Wei dans Ōban, Star-Racers
- Tashigi, Kappa, Haruta, Franky (jeune) dans One Piece
- Karara dans Sgt. Frog
- Mira Naigus dans Soul Eater
- Mira Naigus dans Soul Eater Not!
- Noh dans Squid Girl
- Aura Shurifon dans Isekai no seikishi monogatari
- Otoko Hotaruzuka, Shiro Emiya (jeune) dans Today's Menu for the Emiya Family
- Zakuro Fujiwara, Masha dans Tokyo Mew Mew
- Shalma Rufis dans Tokyo Underground
- Chirin dans Toriko
- Yuri dans xxxHolic